# Chamaedorea glaucifolia
Chamaedorea glaucifolia är en enhjärtbladig växtart som beskrevs av Hermann Wendland. Chamaedorea glaucifolia ingår i släktet Chamaedorea och familjen Arecaceae. Inga underarter finns listade i Catalogue of Life.